# Robertinida
A Robertinida a likacsosházúak középső triászban megjelent recens rendje, melynek házai planispirálisan-trochospirálisan tekerednek belső kamrákkal és optikailag sugaras aragonitból álló perforált üveges fallal.

## Történet
Hofker 1951-ben Conorbidának nevezte, azonban ez a Zoológiai Nevezéktan Nemzetközi Kódexe 39. cikke alapján érvénytelen név, mely a Conorbis Hofker 1951 non Swainson 1840 néven alapul.
Alfred L. Loeblich és Helen Tappan nevezték el Robertininának 1984-ben, de már Mihalevics 1980-as és Haynes 1981-es írásában szerepel a Robertinida név. Eredeti neve Involutinina – a kalcit-aragonit megkülönböztetés nem volt alapos indok az önálló rendre –, 1987-ben sorolták át renddé, elkülönítve a kalcittartalmú Buliminidától és Rotaliidától.
1988-ban Loeblich és Tappan a Foraminiferida rend alrendjeként írták le Robertinina néven. 1993-ban Thomas Cavalier-Smith a Reticulosa törzs Foraminifera altörzse Polythalamea osztályának Rotalidia alosztályába sorolta.
2013-ban Pawlowski, Holzmann és Tyszka kissé módosította a meghatározását, így néhány összetapadt falú faj is került többek közt a Robertinidába. Ugyanez évben Mihalevics 5 alrendre (Duostominina, Ceratobuliminina, Asterigerinina, Conorboidina, Robertinina) bontotta, és a Rotaliana alosztály Robertinoida főrendje egyetlen rendjeként sorolta be.

## Morfológia
Üvegszerű perforált sugaras aragonitháza van, recens fajai kamrái belső részekre oszthatók. Általában kétlamellás szerkezetű, de a középső réteg és a szekunder lamellák határa közt nincs egyértelmű különbség. Például a Hoeglundina kamrafala kétlamellás, de a kalcitfalú likacsosházúakkal szemben nem válik az utolsó kamra nyílása likaccsá az új kamra hozzáadásakor.
Viszonylag sok nátriumot és kevés magnéziumot épít be aragonitjába. A magnézium erősen gátolja a nukleációt és növekedést, így magnéziumcsökkentő mechanizmusa van, mely a triász és a jura magas Mg/Ca-arányának felel meg, így a kevés magnézium alapján a környező tengervíznél azonos kalciumtartalom mellett kevesebb magnéziumot tartalmazó folyadékból válhat ki aragonitja. Aragonithasználata megfelel az aragonit kalcit feletti általános dominanciájának magas Mg/Ca-arány mellett, melyet megfigyeltek permi aragonitos Involutinida-fosszíliákban is, melyek élete során a tengerben 4-szer annyi Mg volt, mint Ca.
Hatszög alapú aragonithasábjai c-tengelye merőleges a falfelszínre, bazális pinakoidja párhuzamos. Hasábcsoportjait szerves héjak veszik körül, különösen finom perforációi pórusmezőkben lehetnek.

## Élőhely
Tengerek bentoszában él például többfémes csomók közelében, de ritka. Kis mennyiségben előfordul a Spitzbergák fjordjaiban is, azonban alacsony fajszáma oka lehet a csoportokra irányuló kevés figyelem vagy, a rossz módszertan vagy az alacsony fosszilizációs képesség. Minden mélységben előfordul – sekély és mély vízben egyaránt.

## Genetika
Molekuláris tanulmányok alapján meszesedési útjai a likacsosházúakon belül többször jelentek meg, ezt morfológiai és mikroszerkezeti diverzitás is alátámasztják. SSU rRNS-szekvencia érhető el a Rubratella egy meg nem nevezett fajáról, a Hoeglundina elegansról és a Robertina arcticáról.

## Filogenetika
A Robertina arctica a Rotaliida közeli rokona lehet: Pawlowski, Holzmann és Tyszka filogenetikájában utóbbi bazális csoportja volt a Leptohalysis scotti testvércsoportjaként.
5 alrendje ismert, közülük a legtöbb triászban élt faj Rigaud et al. 2015-ös csoportosítása szerint a Duostominina tagja.
A Robertina arctica elemzésén és a Carterináról szóló, 2013-ig nem közölt molekuláris adatok alapján a Robertinida és a Carterinida is a Globothalamea része.

## Fosszíliák
Fosszíliákat képez, így vizsgálható fejlődése. Az összetapadásról a meszesedésre való áttérés többnyire a középső-késő paleozoikumban történt. Első fosszíliái az oleneki krízis körül jelentek meg összetapadt vagy vegyes összetapadt-szekretált aragonitfalakkal, később teljesen mineralizált házra váltottak.
A teljesen kalcitházú Rotaliida megjelenése nem ismert. A hagyományos nézet szerint a Robertinida közvetlen leszármazottja, eszerint legkorábbi ismert megjelenése a Buliminida kora jurai megjelenése volt, míg egy másik nézet szerint a Robertinidától függetlenül jelent meg, mineralizációja a Robertinidától függetlenül jelent meg.

### Nehézségek
Könnyen károsodhatnak fosszíliái, házaik pedig üledékkel és pirittel töltődhetnek.

## Fordítás
Ez a szócikk részben vagy egészben  a   Robertinida című angol Wikipédia-szócikk ezen változatának fordításán alapul.  Az eredeti cikk szerkesztőit annak laptörténete sorolja fel. Ez a jelzés csupán a megfogalmazás eredetét és a szerzői jogokat jelzi, nem szolgál a cikkben szereplő információk forrásmegjelöléseként.